# Богатое Ущелье
Бога́тое Уще́лье (до 1945 года — Коклу́з; укр. Багата Ущелина, крымскотат. Kokluz, Коклуз) — село в Голубинском сельском поселении Бахчисарайского района Республики Крым (согласно административно-территориальному делению Украины — в Голубинском сельском совете Бахчисарайского района Автономной Республики Крым).

## Современное состояние
В Богатом Ущелье 1 улица — Горная, площадь, занимаемая селом, 23,4 гектара, на которой в 58 дворах, по данным сельсовета, на 2009 год, числилось 130 жителей, восстановлена и действует старинная мечеть (на 2015 год позиционируется, как культовое здание «Коклуз»). Богатое Ущелье связано автобусным сообщением с Бахчисараем.

## География
Богатое Ущелье расположено на юго-западе Бахчисарайского района, в глубине Второй гряды Крымских гор, в долине, образованной левым притоком Бельбека — рекой Суаткан, в 5,5 километрах к юго-западу от автодороги 35К-020 Бахчисарай — Ялта. В Богатое Ущелье ведёт шоссе 35Н-065 Богатое Ущелье — Чёрные Воды (по украинской классификации — С-0-10227), расстояние до Бахчисарая от села около 32 километров, ближайшая железнодорожная станция — Сирень, примерно в 27 километрах. Соседние сёла: Путиловка в 1,5 километрах, Новополье в 3 км и Поляна в 4,5 км (по просёлку менее 2 км). Вершины вокруг села превышают 700 м (с севера горы Ак-Яр, Коба-Кая (Пещера), с запада Кая-Баш (Два Татарина), с юга Караул и Бечку), и покрыты лиственным лесом, высота центра села над уровнем моря — 319 м.

## Название
Историческое название села — Коклуз. Этимология названия неясна, по-видимому оно происходит из одного из языков, распространённых в Крыму в дотюркскую эпоху (греческого, готского, аланского, скифского, таврского).

## История

### МангупиОсманская империя
Ранняя история Богатого Ущелья — Коклуза известна плохо, археологических и других исторических исследований на территории села не проводилось, известно только, что в средние века деревня входила в состав княжества Феодоро и, очевидно, как и вся долина Суаткана,
являясь вотчиной владетеля замка, располагавшегося в XIII—XV веках на горе Сандык-Кая (остатки небольшой средневековой крепости сохранились на горе до наших дней.) После падения княжества Феодоро в 1475 году село было включено в состав Мангупского кадылыка Кефинского эялета (провинции) Османской империи. По материалам османских переписей в 1520 году в приписанной к Инкирману деревне Коклус числилось 11 христианских («немусульманских») семей, из которых 1 — потерявшая мужчину-кормильца. На 1542 год в, уже приписанном к Мангупу Коклусе — 11 полных семей и 5 взрослых неженатых мужчин — все христиане. По налоговым ведомостям 1634 года в селении числилось 4 двора немусульман, все недавно прибывшие в Коклуз: из Папа Никола — 2, из Камаре и Йени-Сала — по 1 двору. Документальное упоминание селения встречается в «Османском реестре земельных владений Южного Крыма 1680-х годов», согласно которому в 1686 году (1097 год хиджры) Коклус входил в Мангупский кадылык эялета Кефе. Всего упомянуто 72 землевладельца, все мусульмане, владевших 1580-ю дёнюмами земли. После обретения ханством независимости по Кючук-Кайнарджийскому мирному договору 1774 года «повелительным актом» Шагин-Гирея 1775 года селение было включено в Крымское ханство в состав Бакчи-сарайского каймаканства Мангупскаго кадылыка, что зафиксировано (как Гюк Гюс, Другой Гюк Гюс и Третей Гюк Гюс — приходы-маале большой деревни) и в Камеральном Описании Крыма… 1784 года.
К 1778 году, когда, после русско-турецкой войны 1768—1774 годов, по инициативе российского командования при поддержке последнего митрополита Готфейско-Кафайского Игнатия происходило переселение крымских греков в Приазовье, выведенных из Коклуза жителей ни в одном из известных документов не значится.

### Российская империя
8 (19) апреля 1783 года был издан манифест о присоединении Крыма к России, а 8 (19) апреля 1784 года, именным указом Екатерины II сенату, на территории бывшего Крымского Ханства была образована Таврическая область. Вначале деревня была приписана к Симферопольскому уезду Таврической области. После Павловских реформ, с 1796 по 1802 год, входила в Акмечетский уезд Новороссийской губернии. По новому административному делению, после создания 8 (20) октября 1802 года Таврической губернии, Коклуз включили в Махульдурскую волость Симферопольского уезда.

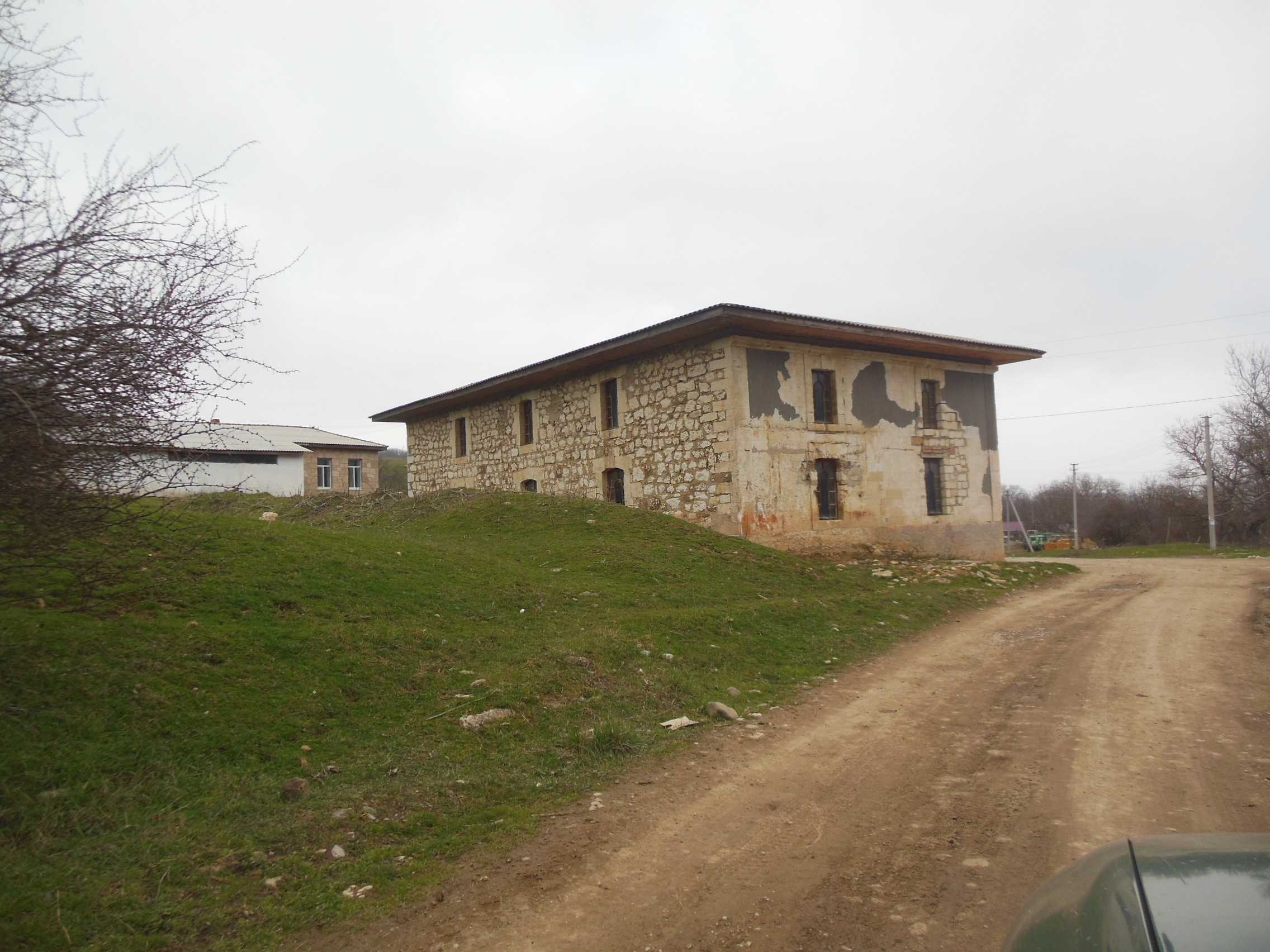
Коклуз-Джами, мечеть в Богатом ущелье

По Ведомости о всех селениях в Симферопольском уезде состоящих с показанием в которой волости сколько числом дворов и душ… от 9 октября 1805 года, в деревне Коклуз переписано 33 двора, в которых проживало 157 человек крымских татар. На военно-топографической карте генерал-майора Мухина 1817 года в деревне обозначено уже 37 дворов. После реформы волостного деления 1829 года Коклуз, согласно «Ведомости о казённых волостях Таврической губернии 1829 года», отнесли к Байдарской волости.
Именным указом Николая I от 23 марта (4 апреля) 1838 года, 15 апреля был образован новый Ялтинский уезд и деревню передали в Богатырскую волость нового уезда. На карте 1935 года в деревне 97 дворов, как и на карте 1842 года.
В 1860-х годах, после земской реформы Александра II, деревня осталась в составе преобразованной Богатырской волости. Согласно «Списку населённых мест Таврической губернии по сведениям 1864 года», составленному по результатам VIII ревизии 1864 года, Кокколуз — «казённая» татарская деревня, с 92 дворами, 401 жителем и мечетью при колодцах. На трёхверстовой карте Шуберта 1865—1876 года зафиксировано 80 дворов. На 1886 год в деревне Кокклуз при воде Суук-Су, согласно справочнику «Волости и важнѣйшія селенія Европейской Россіи», проживало 589 человек в 87 домохозяйствах, действовали 2 мечети, школа и 2 лавки. В составленной по данным X ревизии 1887 года «Памятной книге Таврической губернии 1889 года» в деревне было 128 дворов и 625 жителей (на верстовой карте в 1890 года дворов — 121, с крымскотатарским населением).
После земской реформы 1890-х годов деревня осталась в составе Богатырской волости. Согласно «…Памятной книжке Таврической губернии на 1892 год», в деревне Коклуз, входившей в Фотисальское сельское общество, было 698 жителей в 81 домохозяйстве, владевших 385 десятинами собственной земли. По Всероссийской переписи 1897 года в деревне Коклуз числилось 660 человек, из них 652 крымских татарина. По «…Памятной книжке Таврической губернии на 1902 год» в деревне числилось 825 жителей в 98 дворах, владевших 385 десятинами в личном владении отдельно каждого домохозяина под фруктовым садом, сенокосами и пашнями. В 1909 году в деревне было начато строительство нового здания мектеба. По Статистическому справочнику Таврической губернии. Ч.II-я. Статистический очерк, выпуск восьмой Ялтинский уезд, 1915 год, в селе Коклуз Богатырской волости Ялтинского уезда, числилось 145 дворов с татарским населением в количестве 835 человек приписных жителей и 8 — «посторонних». Во владении было 513 десятин земли, с землёй были 122 двора и 23 безземельных. В хозяйствах имелось 120 лошадей, 60 волов, 135 коров, 170 телят и жеребят и 60 голов мелкого скота.

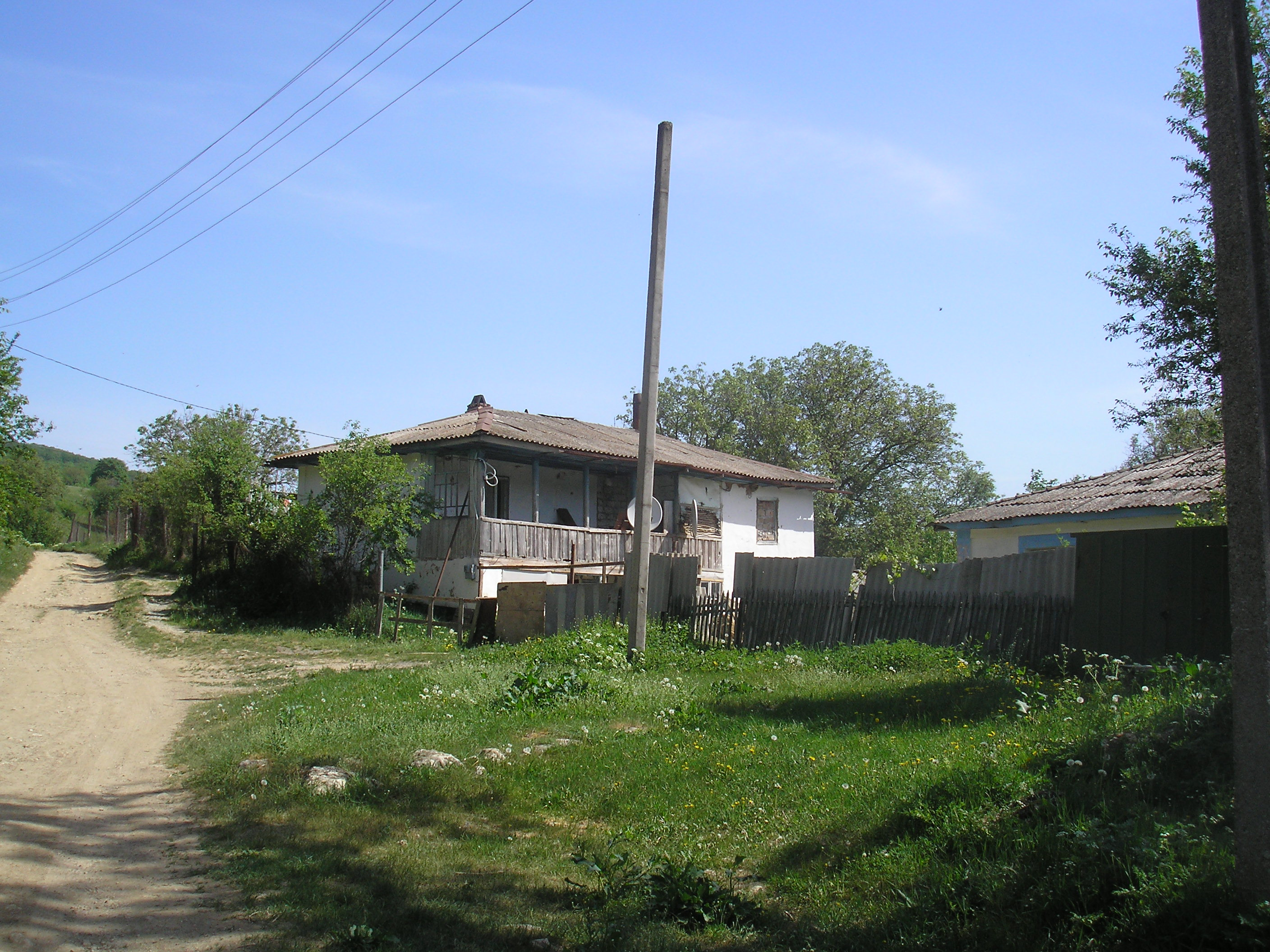
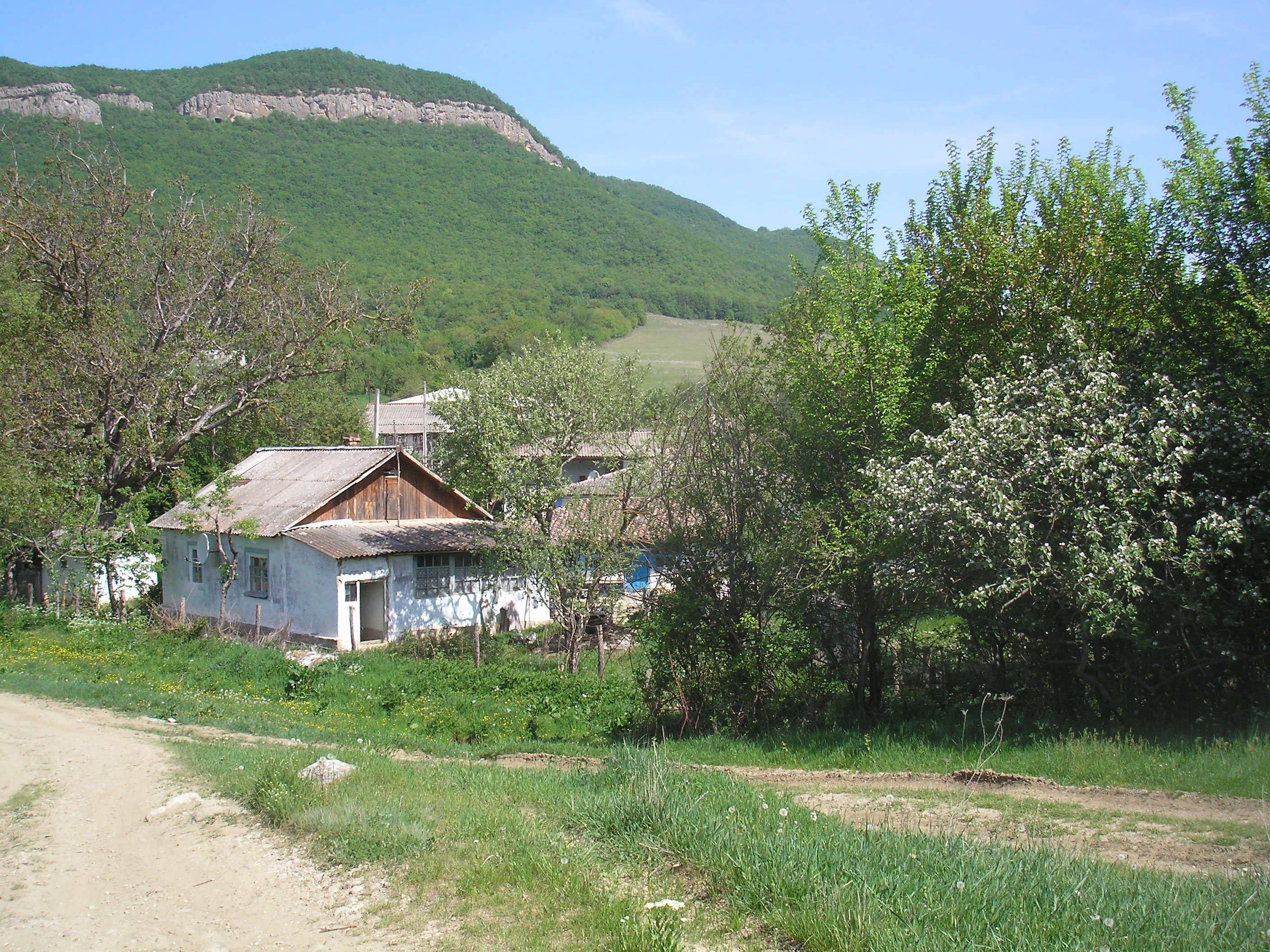
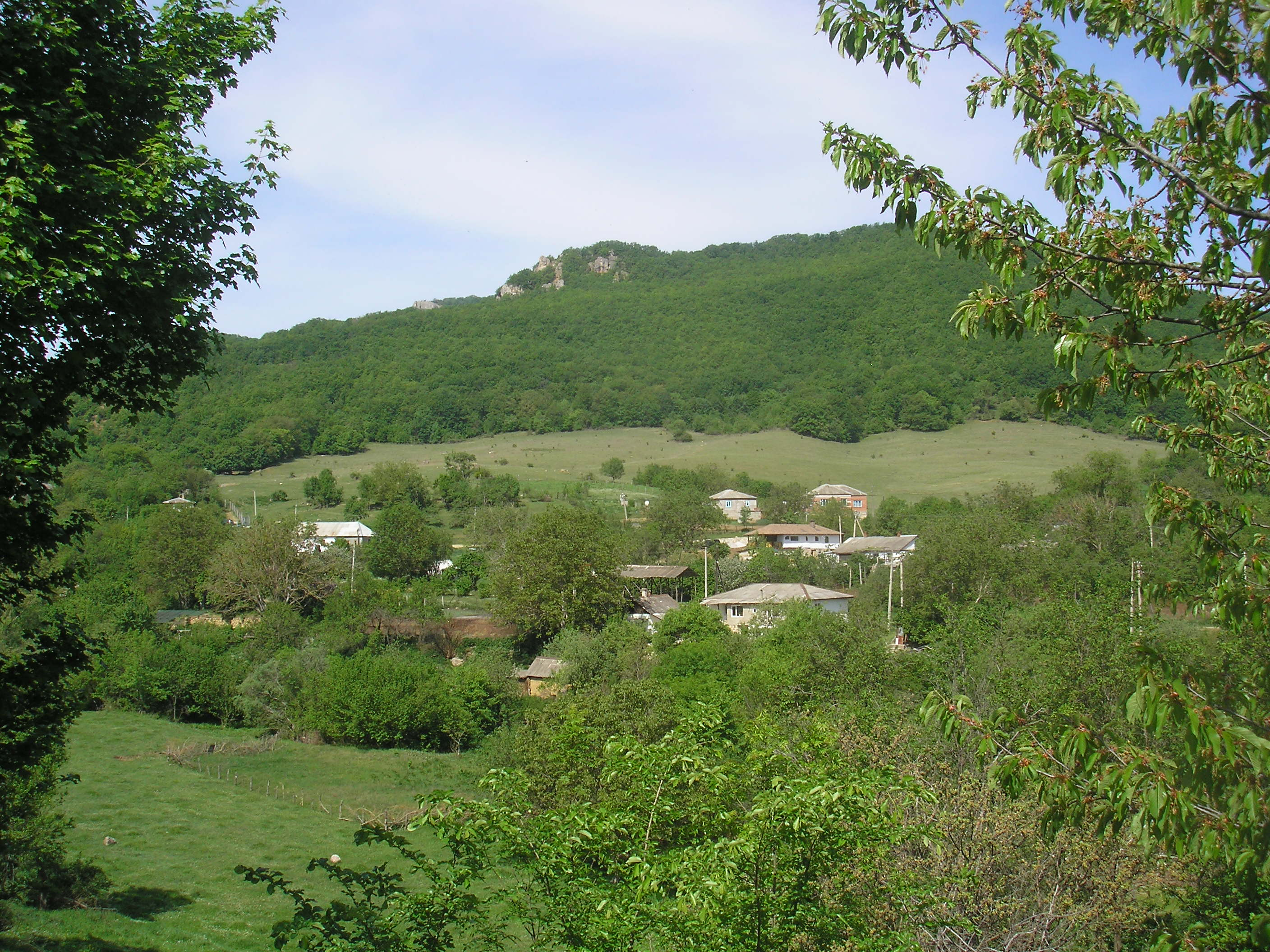
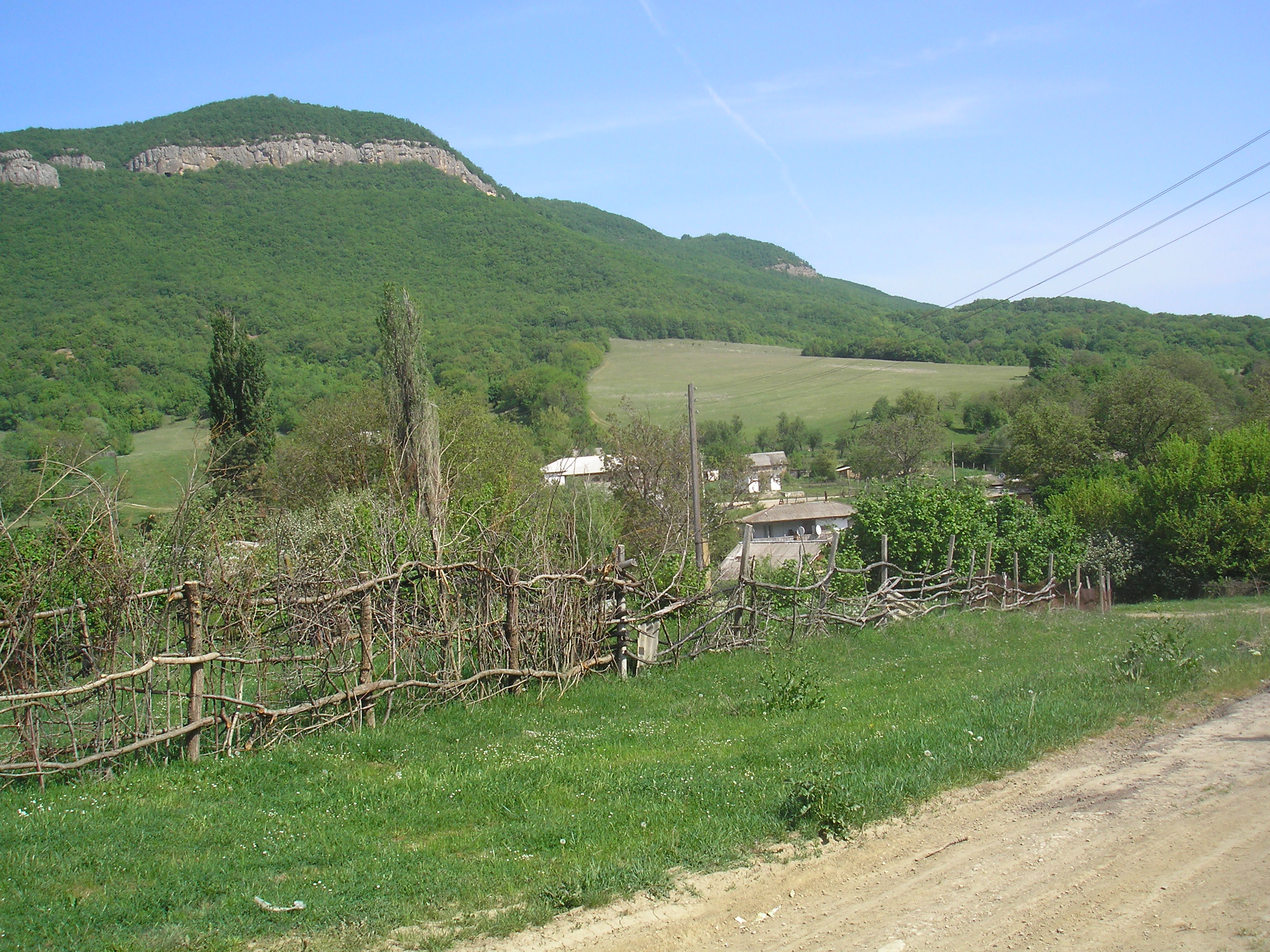

### Новое время
После установления в Крыму Советской власти, по постановлению Крымревкома от 8 января 1921 года была упразднена волостная система и село вошло в состав Коккозского района Ялтинского уезда (округа). Постановлением Крымского ЦИК и Совнаркома от 4 апреля 1922 года Коккозский район был выделен из Ялтинского округа и сёла переданы в состав Бахчисарайского района Симферопольского округа. 11 октября 1923 года, согласно постановлению ВЦИК, в административное деление Крымской АССР были внесены изменения, в результате которых округа (уезды) были ликвидированы, Бахчисарайский район стал самостоятельной единицей и село включили в его состав. Согласно Списку населённых пунктов Крымской АССР по Всесоюзной переписи 17 декабря 1926 года, в селе Коклуз, центре Коклузского сельсовета Бахчисарайского района, числилось 149 дворов, из них 146 крестьянских, население составляло 639 человек (310 мужчин и 329 женщин). В национальном отношении учтено: 626 татар и 13 русских, действовала татарская школа. В 1935 году был создан новый Фотисальский район, в том же году (по просьбе жителей), переименованный Куйбышевский и Коклуз включили в его состав. По данным всесоюзная перепись населения 1939 года в селе проживало 403 человека.
После освобождения Крыма во время Великой Отечественной войны, согласно Постановлению ГКО № 5859 от 11 мая 1944 года, 18 мая крымские татары Коклуза были выселены в Среднюю Азию. На май того года в селе учтено 505 жителей (126 семей), из них 495 человек крымские татары, 9 русских и 1 грек; было принято на учёт 95 домов спецпереселенцев. 12 августа 1944 года было принято постановление № ГОКО-6372с «О переселении колхозников в районы Крыма», по которому в район из сёл УССР планировалось переселить 9000 колхозников и в сентябре 1944 года в район приехали первые новоселы (2349 семей) из различных областей Украины, а в начале 1950-х годов, также из Украины, последовала вторая волна переселенцев. С 25 июня 1946 года в составе Крымской области РСФСР. 21 августа 1945 года, указом Президиума Верховного Совета РСФСР село Коклуз было переименовано в Богатое Ущелье, а Коклузский сельсовет — в Богатоущельский. С 25 июня 1946 года Богатое Ущелье в составе Крымской области РСФСР, а 26 апреля 1954 года Крымская область была передана из состава РСФСР в состав УССР. Время упразднения сельсовета и включения Богатого Ущелья в состав Голубинского пока не установлено: на 15 июня 1960 года село уже числилось в его составе.
Указом Президиума Верховного Совета УССР «Об укрупнении сельских районов Крымской области», от 30 декабря 1962 года Куйбышевский район был упразднён и село присоединили к Бахчисарайскому. По данным переписи 1989 года в селе проживало 112 человек. С 12 февраля 1991 года село в восстановленной Крымской АССР, 26 февраля 1992 года переименованной в Автономную Республику Крым. С 21 марта 2014 года в составе Крыма аннексировано Россией.

## Население
| 1520 | 1542 | 1805 | 1864 | 1887 | 1897 |
| ---- | ---- | ---- | ---- | ---- | ---- |
| 54   | ↗60  | ↗157 | ↗401 | ↗625 | ↗660 |
| 1926 | 1939 | 1989 | 2001 | 2007 | 2014 |
| ↘639 | ↘403 | ↘112 | ↗166 | ↘130 | ↘104 |

Динамика численности
| - 1520 год — 54 чел. - 1542 год — 60 чел. - 1805 год — 157 чел. - 1864 год — 401 чел. - 1886 год — 539 чел. - 1889 год — 625 чел. - 1892 год — 698 чел. | - 1897 год — 660 чел. - 1902 год — 825 чел. - 1915 год — 835/8 чел. - 1926 год — 639 чел. - 1944 год — 505 чел. - 2009 год — 130 чел. |

Всеукраинская перепись 2001 года показала следующее распределение по носителям языка
| Язык             | Процент |
| ---------------- | ------- |
| крымскотатарский | 50      |
| русский          | 43,98   |
| украинский       | 4,82    |